# Двалишвили, Тариел Власович
Тариел (Тариэл) Власович Двалишвили (груз. ტარიელ დვალიშვილი; род. 3 апреля 1952) — советский футболист, нападающий. Грузинский тренер.
Бо́льшую часть карьеры провёл в команде второй советской лиги «Локомотив» Самтредиа (1973—1974, 1977—1986). 1975 год начал в «Гурии» Ланчхути, затем в 1975—1977 годах выступал за «Динамо» Тбилиси. Сыграл пять матчей в осеннем чемпионате 1976 года и один — в еврокубках: 20 октября 1976 года в первом, домашнем матче 1/8 финала Кубка обладателей кубков против венгерского МТК (1:4) заменил после перерыва Реваза Челебадзе.
В апреле — мае 1997 года тренировал «Самтредиа».